# Saint Sauveur
Saint Sauveur este o așezare din Dominica.